# تاتسویا اوئه دا
تاتسویا اوئه دا (انگلیسی: Tatsuya Ueda؛ زادهٔ ۴ اکتبر ۱۹۸۳) یک موسیقی‌دان اهل ژاپن است. وی از سال ۱۹۹۸ میلادی تاکنون مشغول فعالیت بوده‌است.